# Plaza del Potro

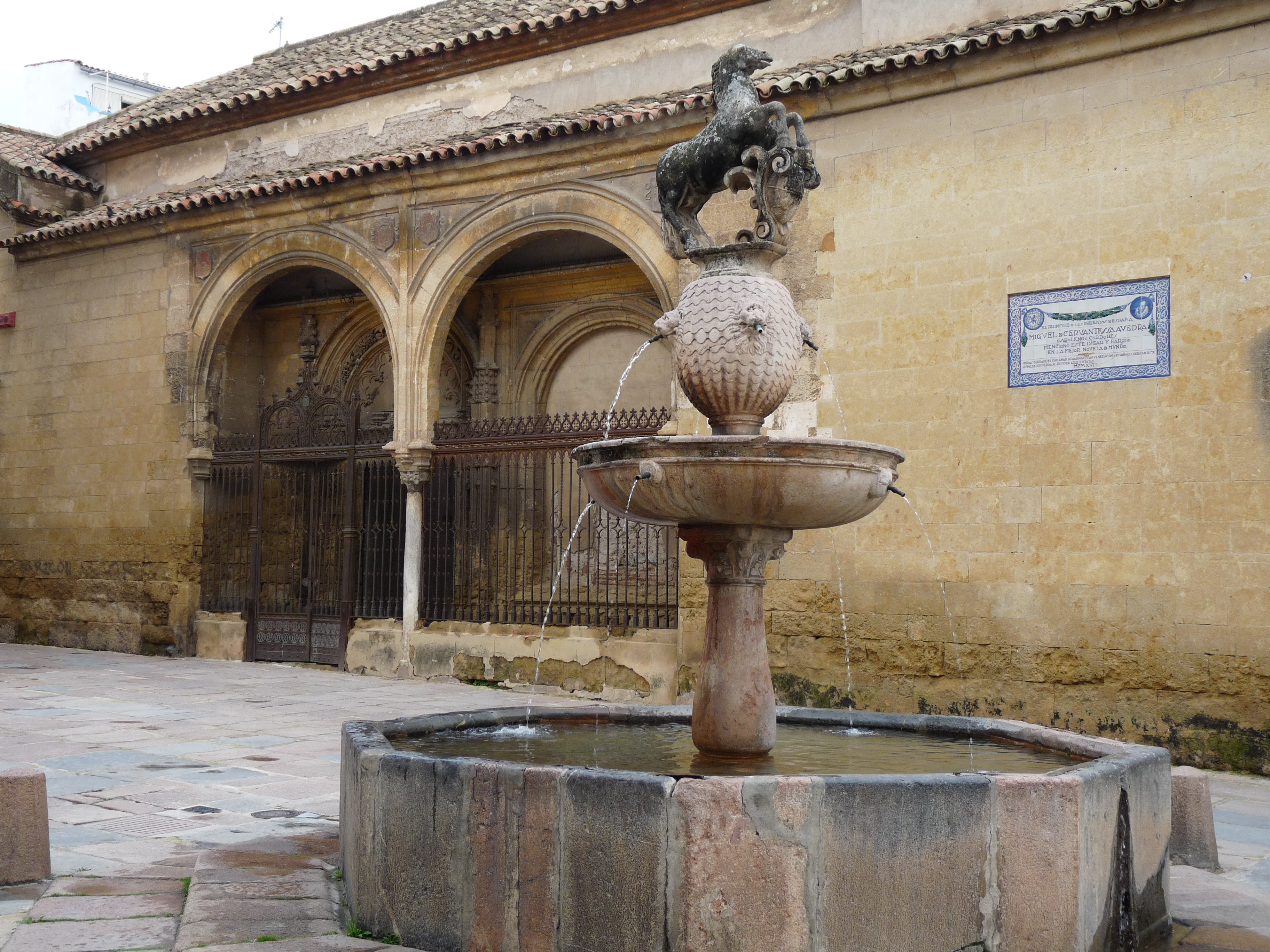
Fuenta del Potro e iscrizione che celebra Cervantes e il riferimento al Don Chisciotte come "il miglior romanzo del mondo"

La Plaza del Potro (in italiano Piazza del puledro) è una piazza pubblica di Cordova.
La piazza ha una forma rettangolare e ad una delle estremità c'è una fontana sormontata dalla figura di un puledro con le zampe anteriori alzate che reggono un cartello con lo stemma della città. Questa fontana in stile rinascimentale risale al 1577 mentre il puledro che dà il nome alla piazza fu aggiunto un secolo dopo. Fino al 1847 la fontana si trovava sul lato opposto della piazza.  
Dal 1924, l'altra estremità della piazza ospita un monumento dedicato all'arcangelo Raffaele. La statua di questo santo, scolpita nel 1772, rappresenta uno dei cosiddetti Triunfos de San Rafael, opere realizzate tra il 1765 e il 1781 da Jean-Michel Verdiguier e collocate in vari punti della città. 
Tra gli edifici che si affacciano sulla piazza c'è la famosa Posada del Potro, citata da Cervantes nel Don Chisciotte, oltre al Museo di belle arti e al museo dedicato al pittore Julio Romero de Torres.